# NGC 3537-1
NGC 3537-1 is een spiraalvormig sterrenstelsel in het sterrenbeeld Beker. Het hemelobject werd op 7 februari 1878 ontdekt door de Duitse astronoom Ernst Wilhelm Leberecht Tempel. Het ligt in de buurt van NGC 3537-2. 

## Synoniemen
- PGC 33752